# 24-й стрілецький корпус (СРСР)
24-й Латиський стрілецький корпус (24-й ск) — загальновійськове формування Збройних сил СРСР під час Другої світової війни

## 1-ше формування

### Історія формування

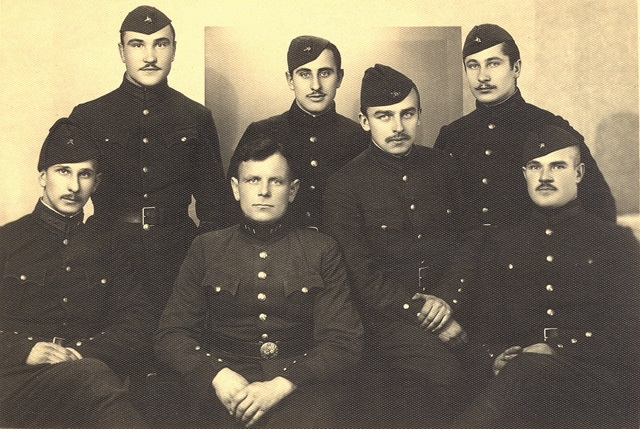
Уніформа бійців 24-го територіального стрілецького корпусу.

Управління корпусу було сформовано у вересні 1939 року в Калінінському військовому окрузі. Потім, аж до літа 1940 року корпус дислокувався в Білоруському особливому військовому окрузі.
У липні 1940 року корпус був перекинутий (очевидно, тільки управління з деякими частинами) в Латвію, де до складу корпусу увійшли сформовані з частин Латвійської армії 181-ша стрілецька дивізія і 183-тя стрілецька дивізія. Війська корпусу зберегли латвійські однострої з нашитими на неї радянськими знаками розрізнення. У грудні 1940 року командувачем корпусу було призначено Р. Ю. Клявіньша.
На 22 червня 1941 року управління корпусу дислокувалося в Гулбене (Латвія). Війська корпусу зазнавали некомплекту в особовому складі та техніці, при цьому частина техніки та озброєння була іноземного виробництва.
В діючої армії під час Німецько-радянської війни 1941-45 років з 22 червня 1941 року по 16 серпня 1941 року.
На 27 червня 1941 року 183-ї дивізії корпусу, було поставлено завдання «Організувати оборону на північному березі р. Західна. Двіна у смузі ст. Румбула, Скрівері», однак дивізія не встигла до того місця, бо воно вже було зайняте.
До 30 червня 1941 року, корпусу було поставлено завдання: 181-тій стрілецької дивізії висунутись на Лубану, 183-тій стрілецької дивізії висунутися до міста Мадона. Однак, у зв'язку із зазначенням Ставки ЦК на завчасну організацію оборони на річці Велика завдання було змінено і 30 червня 1941 було нове завдання: в ніч на 1 липня 1941 року почати рух у район Острів, Опочка, Новоржев, де поповнитися, реорганізуватися і зайняти там лінію оборони.
181-ша стрілецька дивізія вранці 1 липня 1941 року виступила в марш маршрутом Гулбене — Літене — Балві — Віляка — Пурвмала — Аугшпілс — Опочка. 183-тя стрілецька дивізія - з Інчукалнса.
Марш не обійшовся без ексцесів: 2 липня 1941 року 181-ша стрілецька дивізія потрапила під авіаналіт і танкову атаку передових частин, зазнала втрат, але 3 липня 1941 року основні сили 181-шої стрілецької дивізії відірвалися від швидко наступаючого противника і вийшли в район річки Лжа на південь від Острову. Проте 183-тя стрілецька дивізія, яка слідувала за нею з Цесісу — Алуксне в районі Лієпни потрапила під удар 36-го мотоциклетного батальйону 36-ї моторизованої піхотної дивізії і зазнала вже великих втрат.
Великий некомплект військ корпусу був пов'язаний у тому числі й з тим, що, по-перше, до початку війни 14 червня 1941 чимала кількість офіцерів корпусу (близько третини) була репресована, з 22 червня 1941 частина була звільнена з армії, з 29 червня 1941 року звільнення солдатів-латишів, за деякими джерелами, набули досить масового характеру. Цей факт демобілізації визнавався у радянських дослідженнях 1960-х — 1970-х років. За даними радянських істориків демобілізація командирів і рядових з-поміж громадян Латвійської РСР була проведена 29—30 червня 1941 року за наказом штабу Північно-Західного фронту. За даними радянського доктора історичних наук Василя Савченка з 24-го корпусу було демобілізовано за рішенням командування 600 командирів і 1400 сержантів і червоноармійців.
По-друге, як і у всіх трьох національних прибалтійських корпусах (27-й, 24-й та 29-й), мало місце в тій або іншою мірою поширене дезертирство.
Першою прибула 181-а стрілецька дивізія, яку до цього відряджали для контрудара проти німецького плацдарму у Крустпілса, де втім, вона не встигла вступити в бій. Вона зайняла оборону на Псковському шосе в районі Гаури, Віляка. 183-тя стрілецька дивізія рухалася до Острова маршем з району Цесіса, прибула з втратами лише до 7 липня 1941 року, зайняла оборону, змінивши частини 128-ї стрілецької дивізії⁣, а також за рахунок цих частин, поповненої. Власне всі частини корпусу, починаючи з 29 червня 1941 року, поповнювалися за рахунок призовників з глибини країни.
Штаб корпусу розташувався у Пушкінських Горах. З 7 липня 1941 року на підступах до Пушкінських Гор і селу Михайлівському розгорнулися запеклі бої з частинами 10-го армійського корпусу. 183-тя стрілецька дивізія вела бої на підступах до Стругів Красних, потім відходить на Дно.
11 липня 1941 року противник прорвався до Новоржеву і захопив Пушкінські Гори і Опочку. Частини 24-го стрілецького корпусу нічною контратакою разом з частинами 21-го механізованого корпусу відкинули супротивника і повернули Пушкінські Гори і Опочку. Власне, приблизно з цього часу дивізії корпусу діяли окремо.
У ході контрудару під Сільцями корпус брав участь однією, 183-ю стрілецькою дивізією, яка вела наступ 14 липня 1941 з району Дно на Сітню (притоку Шелоні) і була основною складовою частиною південного угруповання радянських військ. 181-ша стрілецька дивізія знаходилася на південно-західніше.
18 липня 1941 року німецькі війська знову перейшли в наступ, 181-ша стрілецька дивізія 18 липня 1941 року була оточена противником між річкою Сороть і шосе Пушкінські Гори— Новоржев і була розбита. 183-тя стрілецька дивізія відійшла до Шимську і стала там в оборону, прикриваючи напрямок на Стару Русу.
Управління корпусу, на початку серпня 1941 року відступило до Старої Руси та далі, на схід від неї, з 16 серпня 1941 року зі складу діючої армії виведено, 1 вересня 1941 року розформовано.
24-й корпусний авіазагін пройшов усю війну, здійснив 6475 бойових вильотів. 1 вересня 1943 року його було переформовано в 1-й латиський авіаційний полк нічних бомбардувальників.

### Бойовий склад
| Дата       | Фронт                   | Армія       | Склад (стрілкові формування)                        | Інші формування, у тому числі і посаг | Примітки |
| ---------- | ----------------------- | ----------- | --------------------------------------------------- | --- | -------- |
| 22.06.1941 | Північно-Західний фронт | 27-ма армія | 181-ша стрілецька дивізія 183-тя стрілецька дивізія | 613-й корпусний артилерійський полк 111-й окремий зенітний артилерійський дивізіон 511-й окремий батальйон зв'язку 305-й окремий саперний батальйон 24-й корпусний авіазагін | -        |
| 01.07.1941 | Північно-Західний фронт | 27-ма армія | 181-ша стрілецька дивізія 183-тя стрілецька дивізія | 613-й корпусний артилерійський полк 111-й окремий зенітний артилерійський дивізіон 511-й окремий батальйон зв'язку 305-й окремий саперний батальйон                          | -        |
| 10.07.1941 | Північно-Західний фронт | 27-ма армія | 181-ша стрілецька дивізія 183-тя стрілецька дивізія | 613-й корпусний артилерійський полк 111-й окремий зенітний артилерійський дивізіон 511-й окремий батальйон зв'язку 305-й окремий саперний батальйон                          | -        |
| 01.08.1941 | Північно-Західний фронт | 27-ма армія | 181-ша стрілецька дивізія 183-тя стрілецька дивізія | 613-й корпусний артилерійський полк 111-й окремий зенітний артилерійський дивізіон 511-й окремий батальйон зв'язку 305-й окремий саперний батальйон                          | -        |

### Командування
- Клявіньш Роберт Юрійович, генерал-лейтенант (з 29.12.1940 по 10.06.1941)
- Качанов Кузьма Максимович, генерал-майор (з 10.06.1941 по 01.09.1941)

## 2-ге формування

### Історія
Управління корпусу сформовано 24 лютого 1943 року.
У діючій армії з 14 березня 1943 року по 11 травня 1945 року. Управління корпусу (Володимир-Волинський) розформовано у липні 1946 року.
Чернігівсько-Прип'ятська операція
Київська наступальна операція
Київська оборонна операція
Житомирсько-Бердичівська наступальна операція
Рівненсько-Луцька операція
Проскурівсько-Чернівецька операція
Львівська наступальна операція
Львівсько-Сандомирська операція
Сандомирсько-Сілезька операція
Нижньо-Сілезька операція
Котбус-Потсдамська наступальна операція
Дрезденсько-Празька наступальна операція

### Підпорядкування та склад
| Дата       | Фронт                        | Армія       | У складі (стрілецькі) | Інші частини, у тому числі придані                                                                 | Примітки            |
| ---------- | ---------------------------- | ----------- | --- | -------------------------------------------------------------------------------------------------- | ------------------- |
| 01.03.1943 | Московський військовий округ | -           | - | -                                                                                                  | (тільки управління) |
| 01.04.1943 | Центральний фронт            | -           | 112-та стрілецька дивізія 42-га стрілецька бригада 29-та лижна бригада                                                         | 361-й окремий батальйон зв'язку 1707-ма військово-поштова станція                                  | -                   |
| 01.05.1943 | Центральний фронт            | 60-та армія | 112-та стрілецька дивізія 42-га стрілецька бригада 129-та стрілецька бригада 29-та лижна бригада                               | 361-й окремий батальйон зв'язку 1707-ма військово-поштова станція                                  | -                   |
| 01.06.1943 | Центральний фронт            | 60-та армія | 112-та стрілецька дивізія 42-га стрілецька бригада 129-та стрілецька бригада                                                   | 361-й окремий батальйон зв'язку 1707-ма військово-поштова станція                                  | -                   |
| 01.07.1943 | Центральний фронт            | 60-та армія | 112-та стрілецька дивізія 42-га стрілецька бригада 129-та стрілецька бригада                                                   | 361-й окремий батальйон зв'язку 1707-ма військово-поштова станція                                  | -                   |
| 01.08.1943 | Центральний фронт            | 60-та армія | 112-та стрілецька дивізія 226-та стрілецька дивізія (2-го формування) 248-ма стрілецька бригада                                | 361-й окремий батальйон зв'язку 1707-ма військово-поштова станція                                  | -                   |
| 01.09.1943 | Центральний фронт            | 60-та армія | 112-та стрілецька дивізія 226-та стрілецька дивізія (2-го формування) 322-га стрілецька дивізія 248-ма стрілецька бригада      | 361-й окремий батальйон зв'язку 1707-а військово-поштова станція                                   | -                   |
| 01.10.1943 | Центральний фронт            | 60-та армія | 112-та стрілецька дивізія 226-та стрілецька дивізія (2-го формування) 248-ма стрілецька бригада                                | 361-й окремий батальйон зв'язку 1707-ма військово-поштова станція                                  | -                   |
| 01.11.1943 | 1-й Український фронт        | 60-та армія | 112-та стрілецька дивізія 226-та стрілецька дивізія (2-го формування)                                                          | 361-й окремий батальйон зв'язку 1707-ма військово-поштова станція                                  | -                   |
| 01.12.1943 | 1-й Український фронт        | 60-та армія | 6-та гвардійська стрілецька дивізія 112-та стрілецька дивізія 226-та стрілецька дивізія (2-го формування)                      | 361-й окремий батальйон зв'язку 1707-ма військово-поштова станція                                  | -                   |
| 01.01.1944 | 1-й Український фронт        | 13-та армія | 140-ва стрілецька дивізія 149-та стрілецька дивізія 287-ма стрілецька дивізія                                                  | 361-й окремий батальйон зв'язку 1707-ма військово-поштова станція                                  | -                   |
| 01.02.1944 | 1-й Український фронт        | 13-та армія | 112-та стрілецька дивізія 149-та стрілецька дивізія 287-ма стрілецька дивізія                                                  | 361-й окремий батальйон зв'язку 1707-ма військово-поштова станція                                  | -                   |
| 01.03.1944 | 1-й Український фронт        | 13-а армія  | 149-та стрілецька дивізія 287-ма стрілецька дивізія                                                                            | 361-й окремий батальйон зв'язку 1707-ма військово-поштова станція                                  | -                   |
| 01.04.1944 | 1-й Український фронт        | 13-та армія | 71-ша стрілецька дивізія 287-ма стрілецька дивізія 350-та стрілецька дивізія                                                   | 361-й окремий батальйон зв'язку 1707-ма військово-поштова станція                                  | -                   |
| 01.05.1944 | 1-й Український фронт        | 13-та армія | 71-ша стрілецька дивізія 287-ма стрілецька дивізія 350-та стрілецька дивізія                                                   | 361-й окремий батальйон зв'язку 1707-ма військово-поштова станція                                  | -                   |
| 01.06.1944 | 1-й Український фронт        | 13-а армія  | 71-ша стрілецька дивізія 287-ма стрілецька дивізія 350-та стрілецька дивізія                                                   | 361-й окремий батальйон зв'язку 1707-ма військово-поштова станція 442-га польова авторемонтна база | -                   |
| 01.07.1944 | 1-й Український фронт        | 13-та армія | 71-ша стрілецька дивізія 287-ма стрілецька дивізія 350-та стрілецька дивізія                                                   | 361-й окремий батальйон зв'язку 1707-ма військово-поштова станція 442-га польова авторемонтна база | -                   |
| 01.08.1944 | 1-й Український фронт        | 13-та армія | 71-ша стрілецька дивізія 162-га стрілецька дивізія 350-та стрілецька дивізія                                                   | 361-й окремий батальйон зв'язку 1707-ма військово-поштова станція 442-га польова авторемонтна база | -                   |
| 01.09.1944 | 1-й Український фронт        | 13-та армія | 117-та гвардійська стрілецька дивізія 121-ша гвардійська стрілецька дивізія 71-ша стрілецька дивізія 350-та стрілецька дивізія | 361-й окремий батальйон зв'язку 1707-ма військово-поштова станція 442-га польова авторемонтна база | -                   |
| 01.10.1944 | 1-й Український фронт        | 13-та армія | 121-ша гвардійська стрілецька дивізія 280-та стрілецька дивізія 350-та стрілецька дивізія                                      | 361-й окремий батальйон зв'язку 1707-ма військово-поштова станція 442-га польова авторемонтна база | -                   |
| 01.11.1944 | 1-й Український фронт        | 13-та армія | 121-ша гвардійська стрілецька дивізія 280-та стрілецька дивізія 350-та стрілецька дивізія                                      | 361-й окремий батальйон зв'язку 1707-ма військово-поштова станція 442-га польова авторемонтна база | -                   |
| 01.12.1944 | 1-й Український фронт        | 13-та армія | 117-та гвардійська стрілецька дивізія 172-га стрілецька дивізія                                                                | 361-й окремий батальйон зв'язку 1707-ма військово-поштова станція 442-га польова авторемонтна база | -                   |
| 01.01.1945 | 1-й Український фронт        | 13-а армія  | 147-ма стрілецька дивізія 350-та стрілецька дивізія                                                                            | 361-й окремий батальйон зв'язку 1707-ма військово-поштова станція 442-га польова авторемонтна база | -                   |
| 01.02.1945 | 1-й Український фронт        | 13-та армія | 147-ма стрілецька дивізія 350-та стрілецька дивізія 395-та стрілецька дивізія                                                  | 361-й окремий батальйон зв'язку 1707-ма військово-поштова станція 442-га польова авторемонтна база | -                   |
| 01.03.1945 | 1-й Український фронт        | 13-та армія | 112-та стрілецька дивізія 350-та стрілецька дивізія 395-та стрілецька дивізія                                                  | 361-й окремий батальйон зв'язку 1707-ма військово-поштова станція 442-га польова авторемонтна база | -                   |
| 01.04.1945 | 1-й Український фронт        | 13-та армія | 350-та стрілецька дивізія 395-та стрілецька дивізія                                                                            | 361-й окремий батальйон зв'язку 1707-ма військово-поштова станція 442-га польова авторемонтна база | -                   |
| 01.05.1945 | 1-й Український фронт        | 13-та армія | 117-та гвардійська стрілецька дивізія 280-та стрілецька дивізія 395-та стрілецька дивізія                                      | 361-й окремий батальйон зв'язку 1707-ма військово-поштова станція 442-га польова авторемонтна база | -                   |

Нагороди частин корпусного підпорядкування:
- 361-й окремий ордена Червоної Зірки[5] батальйон зв'язку

### Командування
- Кірюхін Микола Іванович, генерал-майор, з 17.01.1944 генерал-лейтенант (з 24.02.1943 по 17.08.1944)
- Онупрієнко Дмитро Платонович, генерал-майор, (з 18.08.1944 по 06.1946[6])